# Eidgenössisches Musikfest
Als Eidgenössisches Musikfest (französisch Fête fédérale de musique, italienisch Festa federale di musica, rätoromanisch Fiasta da musica federala) wird das alle fünf Jahre vom Schweizer Blasmusikverband (SBV), der Dachorganisation der kantonalen und regionalen Musikverbände, organisierte Eidgenössische Fest bezeichnet.

## Vorgeschichte
In der Schweiz wurden die ersten zivilen Blasmusikvereine während der Helvetischen Republik nach dem Vorbild der Musikkorps der französischen Besatzungstruppen gegründet. Anfang des 19. Jahrhunderts entstanden aus privater Initiative und  auf freiwilliger Basis die ersten Harmoniemusiken, die sogenannten Feldmusikgesellschaften.
Obschon die alten Eidgenossen nach den Marschrhythmen der Trommler und Pfeifer in die Schlacht zogen, bildeten die zivilen Blasmusikvereine die Vorläufer der Militärmusik. Bis 1875 war die Aushebung und Ausbildung der Truppen eine rein kantonale Angelegenheit. Kantonale Militärbehörden und das Offizierskorps zeigten für diese Musikgattung grosses Interesse. Sie boten die zivilen Harmoniefeldmusiken gegen Bezahlung zu kantonalen und eidgenössischen Truppenzusammenzügen und Musterungen
auf. Zum Beispiel wurde die älteste Solothurner Musik Fulenbach in den Jahren 1820 bis 1824 zur Teilnahme an eidgenössischen Musterungen nach Solothurn und Olten verpflichtet.
Mit der Erfindung der Ventile an den Blechblasinstrumenten um das Jahr 1820 vermehrten sich die Gründungen von privaten Musikgesellschaften. 1875 verfügte eine eidgenössische Verordnung, dass die Aushebung der Trompeter der eidgenössischen und kantonalen Truppenkörper anlässlich der allgemeinen Rekrutierung durch Trompeterinstruktoren zu erfolgen habe. Damit übernahmen die militärischen Bataillonsspiele die bisherigen Aufgaben der zivilen Feldmusiken.
Nach der Gründung der Eidgenössischen Blechmusikgesellschaft 1862 (ab 1905 Eidgenössischer Musikverein, seit 1989 Schweizer Blasmusikverband) entstand eine Mehrheit der heute noch bestehenden Vereine. Der eidgenössische Dachverband und die kantonalen und Bezirksmusikverbände sowie der 1945 gegründete Eidgenössische Dirigentenverband koordinieren das gesamtschweizerische Blasmusikwesen, fördern die musikalischen und organisatorischen Belange wie die eidgenössischen Musikfeste. 1864 fand das erste Eidgenössische Musikfest in Solothurn statt. Der Schweizer Blasmusikverband umfasst heute über 2.200 Vereine mit rund 90.000 Aktivmitgliedern. Mit einem Blasmusikverein in fast jedem Schweizer Dorf bildet die Schweiz einen Verbreitungsschwerpunkt der Blasmusik im deutschsprachigen Raum.

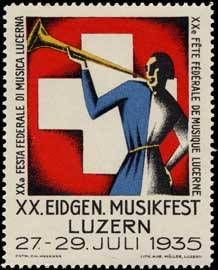
20. Eidgenössisches Musikfest Luzern 1935

Die im gleichen Zeitraum wie die modernen Schweiz und ihre direkten Demokratie entstandene Blasmusik hat für den Zusammenhalt der Willensnation Schweiz eine grosse Bedeutung. Sie verbindet Menschen, die zwar verschiedene Sprachen sprechen und verschiedene Lebensformen pflegen, aber musikalisch und politisch vereint einstimmig auftreten. Die Musikvereine haben die Menschen an unzählige Anlässe, von denen das Eidgenössische Musikfest den jeweiligen Höhepunkt bildet, eingeladen und zusammengebracht.

## 20. Jahrhundert
Während im 19. Jahrhundert ein eigenständiges Blasmusikrepertoire noch fehlte, entstanden nach 1900 Originalkompositionen für Amateurblasmusiken. Der Komponist Peter Fassbänder (1869–1920) gehörte zu den ersten in der Schweiz, die originale Literatur für Blasorchester komponierten. Er schrieb alle Pflichtstücke, einige Primavista- und ein Gesamtchorstück für das 16. Eidgenössische Musikfest, das 1912 in Vevey stattfand. Carl Friedemann (1862–1952) komponierte ab 1923 für  Eidgenössische Musik- und Turnfeste mehrere Werke für Blasorchester. Die Dramatische Ouvertüre von Franz von Blon (1861–1945), die er für das 19. Eidgenössische Musikfest in Bern 1931 komponierte, wird zu den Pionierwerken der sinfonischen Blasmusik gerechnet.
In der Zweiten Hälfte des 20. Jahrhunderts wurde die Literatur immer vielfältiger. Die Russische Rhapsodie von Hans Heusser (1892–1942) war am 28. Eidgenössischen Musikfest in Winterthur 1986 Pflichtstück.

## 21. Jahrhundert
Heute werden fast alle Musikstile gespielt: traditionelle und avantgardistische Blasorchestermusik, bearbeitete Orchesterwerke, Jazz, Rock- und Popmusik, Filmmusik, Musicals und von der Volksmusik beeinflusste Unterhaltungsmusik.
Am Eidgenössischen Musikfest 2016 in Montreux nahmen 556 Blasmusikvereine mit 26.000 aktiven Musikanten und gegen 150.000 Besucher teil. Nachdem das Fest 2021 wegen der Covid19-Pandemie abgesagt werden musste, soll es nun 2026 in Biel stattfinden. da Interlaken aus wirtschaftlichen Gründen auf die Ausrichtung verzichtete.

## Eidgenössische Musikfeste
| - 4. und 5. September 1864 1. Eidgenössisches Volks- und Militärmusikfest Solothurn - 1867 2. Eidgenössisches Volks- und Militärmusikfest Zürich - 20. bis 22. Juni 1868 3. Eidgenössisches Volks- und Militärmusikfest in Bern - 2.–4. Juli 1870 3. Eidgenössisches Volks- und Militärmusikfest in Le Locle - 6.–8. September 1873 4. Eidgenössisches Volks- und Militärmusikfest Schaffhausen - 26.–28. Mai 1877 5. Eidgenössisches Volks- und Militärmusikfest Zürich - 20.–21. Juni 1880 6. Eidgenössisches Volks- und Militärmusikfest Biel - 1883 7. Eidgenössisches Volks- und Militärmusikfest - 8.–10. Mai 1886 8. Eidgenössisches Volks- und Militärmusikfest Luzern - 5.–7. Juli 1890 9. Eidgenössisches Volks- und Militärmusikfest Thun - 24.–26. Juni 1893 10. Eidgenössisches Volks- und Militärmusikfest Solothurn - 3.–5. Juli 1897 11. Eidgenössisches Volks- und Militärmusikfest St. Gallen - 7.–9. Juli 1900 12. Eidgenössisches Musikfest Aarau - 15.–17. August 1903 13. Eidgenössisches Musikfest Lugano - 28.–30. Juli 1906 14. Eidgenössisches Musikfest Fribourg - 3.–5. Juli 1909 15. Eidgenössisches Musikfest Basel - 3.–5. August 1912 16. Eidgenössisches Musikfest Vevey - 28.–30. Juli und 4.–6. August 1923 17. Eidgenössisches Musikfest Zug - 23.–25. Juli 1927 18. Eidgenössisches Musikfest La Chaux-de-Fonds - 25.–27. Juli 1931 19. Eidgenössisches Musikfest Bern - 27.–29. Juli 1935 20. Eidgenössisches Musikfest Luzern - 10.–12. Juli 1948 21. Eidgenössisches Musikfest St. Gallen - 10.–13. Juli 1953 22. Eidgenössisches Musikfest Fribourg - 5.–7. und 12.–14. Juli 1957 23. Eidgenössisches Musikfest Zürich - 10.–12. und 17.–19. Juni 1966 24. Eidgenössisches Musikfest Aarau - 1971 25. Eidgenössisches Musikfest Luzern - 11.–13. und 18.–20. Juni 1976 26. Eidgenössisches Musikfest in Biel - 1981 27. Eidgenössisches Musikfest Lausanne - 1986 28. Eidgenössisches Musikfest Winterthur - 1991 29. Eidgenössisches Musikfest Lugano - 1996 30. Eidgenössisches Musikfest Interlaken - 2001 31. Eidgenössisches Musikfest Fribourg - 2006 32. Eidgenössisches Musikfest Luzern - 2011 33. Eidgenössisches Musikfest in St. Gallen - 2016 34. Eidgenössisches Musikfest in Montreux - (2021 35. Eidgenössisches Musikfest in Interlaken, abgesagt wegen Covid19-Pandemie) |

- 14.–17. Mai 2026 35. Eidgenössisches Musikfest in Biel